# Wika (Angrapa)
Die Wika (russisch Вика), deutsch Wiek, ist ein rechter Nebenfluss der Angrapa (Angerapp). Ihr Ursprung befindet sich im Wikowskoje-See (Kleschauer See) in der russischen Oblast Kaliningrad, etwa 1500 m nördlich der Grenze zu Polen.
Der Fluss verlässt den See in zunächst nordwestlicher Richtung und passiert Kutusowo (Kleschauen) und Bagrationowo (Wikischken, ab 1938 Wiecken), schwenkt dann aber nach Osten, bevor sie südöstlich von Pskowskoje (Pogrimmen, ab 1938 Grimmen) eine nördlichere Richtung einschlägt. Auf ihrem stark mäandrierenden Lauf passiert die Wika auch Porchowskoje (Kermuschienen, ab 1938 Fritzenau), die abgegangenen Siedlungen Groß Kolpacken (ab 1938 Großbachrode) und Kleineschingen, Borok (Grasgirren, ab 1938 Dingelau), das nicht mehr bestehende Gudwainen sowie Schutschkowo (Szuskehmen, 1936–1938 Schuskehmen, ab 1938 Angerhöh). Die Wika biegt schließlich nach Westen ab und mündet südöstlich von Majakowskoje (Nemmersdorf) in der Nähe der nicht mehr bestehenden Ortschaft Proletarski (Norgallen, 1938–1946  Wiekmünde, später russisch: Russkoje) in die Angrapa.
Die meisten Zuflüsse münden von rechts in die Wika ein. Unter ihnen sind Rasliwnaja (Friedrichsberger Fließ) einige Kilometer südlich von Borok im Mittelabschnitt des Flusses und Selezkaja (Herzogsroder Fließ) kurz vor Erreichen der Mündung in die Angrapa die bedeutendsten.